# Vok
Vok  je kuhinjska posoda, uporabljana predvsem v kitajski kuhinji. Originalni vok je polkrožna posoda iz  litega železa. Ima dva ročaja ali enega daljšega. Taka posoda se enakomerno segreje po celotni površini in v njej lahko enako kvalitetno pripravljamo večje ali manjše količine jedi.
V Evropi so voki izdelani iz jekla in/ali aluminija in znotraj obdani s prevleko, ki preprečuje oprijemanje jedi. Da je možna uporaba na električnih štedilnikih je dno ravno.